# Aerodramus bartschi
Aerodramus bartschi là một loài chim trong họ Apodidae.